# Sarah Marquis
Sarah Marquis (přechýleně Marquisová; * 20. června 1972 Delémont) je švýcarská cestovatelka.
S cestováním začala v brzkém věku. Ve svých šestnácti letech začala pracovat pro dálkovou železniční společnost, což jí umožňovalo jezdit zdarma. Již v sedmnácti odjela do Turecka, kde cestovala na koni po Střední Anatolii. Později strávila měsíc v novozélandském národním parku Kahurangi, aniž by si sebou vzala jakékoliv jídlo. Později projela na kánoii kanadský provinční park Algonquin a prošla americkou stezku Pacific Crest Trail. V letech 2002 až 2003 strávila sedmnáct měsíců na cestě napříč Austrálií (ušla 14 000 kilometrů). V roce 2006, po dobu osmi měsíců, putovala po jihoamerických Andách.
V červnu 2010 zahájila dlouhou cestu, která nakonec trvala tři roky. Začala na Sibiři, následně šla přes poušt Gobi, Čínu, Laos, následně přejela lodí z Thajska do Austrálie. Cestu dokončila v květnu roku 2013, kdy dorazila ke stromu v pouštní oblasti Nullarbor, který si určila při své předchozí cestě Austrálií. Cesta byla dlouhá 20 000 kilometrů. V roce 2014 vydala knihu Sauvage par Nature. Časopis National Geographic ji roku 2014 zařadil mezi Dobrodruhy roku.